# Базен де Безон, Клод
Клод Базен де Безон (фр. Claude Bazin de Bezons; 1617, Париж — 20 марта 1684, Париж) — французский юрист и государственный деятель, переводчик. Член Французской академии (с 1643; на кресле № 1).

## Биография
Внук Клода Безона, которому король Людовик XIII пожаловал дворянство в 1611 году и даровал Безон.
Известный парижский адвокат.
В 1643 году был избран во Французскую академию и со временем стал её самым старым членом.
С 1654 по 1674 год служил интендантом (королевским административным руководителем) правосудия, полиции и финансов в Суассоне, затем в Лангедоке, также был комиссаром, уполномоченным заниматься реорганизацией университетов в Тулузе и Монпелье. Вернувшись в Париж, стал членом Великого королевского совета Франции, созданного для решения спорных правовых вопросов государства.
Автор перевода Пражского мирного договора 1635 года.
Отец маршала Франции Жака Базена де Безона и Армана Базена де Безона, архиепископа Бордо, затем Руана.